# Saint-Max
Saint-Max település Franciaországban, Meurthe-et-Moselle megyében. Lakosainak száma 10 100 fő (2022. január 1.). Saint-Max Malzéville, Dommartemont, Essey-lès-Nancy, Nancy és Tomblaine községekkel határos.

## Népesség
A település népessége az elmúlt években az alábbi módon változott:
| Lakosok száma | 12 489 | 11 656 | 11 075 | 10 259 | 9719 | 9822 | 9965 | 10 019 | 10 046 | 10 100 |
|               | 1968   | 1982   | 1990   | 2006   | 2013 | 2015 | 2017 | 2019   | 2020   | 2022   |